# Płoć macedońska
Płoć macedońska (Pachychilon macedonicum) – gatunek słodkowodnej ryby z rodziny karpiowatych (Cyprinidae).

## Występowanie
Występuje w zlewisku Morza Egejskiego – w rzece Wardar i jeziorze Dojran – na Półwyspie Bałkańskim.

## Opis
Osiąga długość 12–15 (maksymalnie 18) cm. Przebywa w licznych stadach w wodach stojących i wolno płynących, na przybrzeżnych płyciznach obficie porośniętych roślinnością.